# Армия и флот (газета)
«Армия и флот» — большая ежедневная «военная и общественно-литературная газета с еженедельными иллюстрированными приложениями», выходившая в Санкт-Петербурге в начале 1908 года, под редакцией корнета гвардейского полевого жандармского эскадрона Вс. Трилицкого и генерала-майора по адмиралтейству М. Левицкого; издателем было обозначено проектированное, но не осуществившееся акционерное общество «Армия и флот» с капиталом в 1 500 000 рублей.
Задачи общества: 

1) улучшение материального быта офицеров путём учреждения общества взаимного страхования офицеров армии и флота (действительной службы, отставных и запасных), общества их взаимопомощи, постройки домов для офицерских квартир, устройства дешевых офицерских столовых и тому подобное; 

2) поднятие военного и общего образования офицеров армии и флота устройством лекций, образовательных экскурсий, издания печатных органов и тому подобное. 

Цель газеты: «служить интересам армии и флота, быть выразительницей их нужд и желательных реформ, вызываемых не штабными мечтаниями, a действительной практической жизнью и назревшей необходимостью».
Сотрудники не были объявлены; чаще других встречались, кроме редакторов, имена А. Беломора, Ю. Ельца, В. Суходрева, Н. Брешко-Брешковского и отдельные статьи Е. Колбасьева и М. Соколовского. Общее направление «Армии и флота» не успело выразиться с достаточной определенностью: антипатия к «интеллигенции» и строгий «национализм» уживались на её столбцах с нападками на «бюрократию» и со стремлениями к сокращению срока обязательной действительной военной службы. Перемены формы одежды, коллегиальные аттестации, полицейская служба войск были встречены газетою весьма неодобрительно, с резкою критикою. Вышло только 6 номеров газеты — 2 пробных в 1907 году и 4 — в 1908 году. Газета была приостановлена распоряжением санкт-петербургского градоначальника, в силу положения о чрезвычайной охране, на время действия в Санкт-Петербурге этого положения. Судя по вышедшим номерам, «Армия и флот» не имела данных для приобретения прочного положения и влияния.